# Gloria Paul
Gloria Paul (Londra, 28 febbraio 1940) è un'attrice, cantante e ballerina britannica naturalizzata italiana.
Nel 1961, a ventun anni, giunse in Italia, dove si affermò nel cinema e nella televisione. È ricordata per il fisico da pin-up e per essere stata prima ballerina e soubrette in diverse trasmissioni di varietà.

## Biografia

### Formazione
Figlia di un giornalista del Financial Times e di una cantante lirica, comincia a danzare all'età di tre anni. Frequenta la scuola di ballo, abituandosi fin da piccola a calcare il palcoscenico e vincendo numerosi concorsi che la qualificano come giovane di talento. Gli studi la costringono ad interrompere i corsi di danza classica ma, poco dopo aver finito le scuole superiori, inizia la carriera di ballerina nel balletto Tiller Girls a Londra. Viene quindi ingaggiata tra le Bluebell Girls al Lido di Parigi e diventa la prima ballerina della compagnia argentina Alaria Ballet.

### Cinema e spettacolo
Giunta a Roma nel 1961 in tournée con l'Alaria Ballet, lascia la compagnia di balletto e inizia la carriera cinematografica (in totale girerà più di 20 film), apparendo al fianco di interpreti, sia internazionali che della commedia all'italiana. Dotata di fascino, viene preferita nel genere della commedia, in cui solitamente rappresenta il prototipo di donna bella e irraggiungibile.

Gloria Paul in un varietà del 1976

Lavora in diversi film con i comici del momento: Totò (in Totò, Peppino e... la dolce vita, 1961, e televisivo Don Giovannino, 1967), Ugo Tognazzi e Raimondo Vianello, Lando Buzzanca e Walter Chiari, ma soprattutto col duo comico siciliano Franco e Ciccio, interpretando assieme a loro diverse pellicole, tra cui I due evasi di Sing Sing (1964), Due mafiosi contro Goldginger (1965) e I due figli di Ringo (1966), in cui si esibisce anche in un balletto. Si afferma nelle vesti di acclamata vedette in parecchi spettacoli musicali italiani, riscuotendo consenso anche in teatro, accanto a Renato Rascel (Enrico '61), Walter Chiari (Buonanotte Bettina), Erminio Macario (Le sei mogli di Erminio V111), Aldo Fabrizi (Baci, promesse, carezze, lusinghe e illusion).
Nel 1965, favorita anche dal suo bilinguismo, tenta la scalata a un più ampio successo nel cinema internazionale. Torna in Inghilterra e interpreta The Intelligence Men (1965) di Robert Asher, appare in due episodi del Benny Hill Show (1965) ed è poi in lizza per il ruolo di Domino nel film Agente 007 - Thunderball (Operazione tuono) (1965) di Terence Young, ma perde la sfida con Claudine Auger e deve "accontentarsi" di tornare in Italia, al fianco di Franco e Ciccio, nella parodia di Agente 007 - Missione Goldfinger, intitolata Due mafiosi contro Goldginger, diretta da Giorgio Simonelli.
Ci riprova nel 1970, quando a Hollywood viene scelta da Blake Edwards per la parte di Crêpes Suzette in Darling Lily, con protagonista la neo sposa del regista Julie Andrews, allora in piena ascesa, affiancata da Rock Hudson. In Italia la pellicola uscì con il titolo Operazione Crêpes Suzette, favorendo così la curiosità verso il personaggio interpretato proprio dalla Paul, che si produce anche in un famoso spogliarello sexy e con un brioso motivo musicale cantato dalla stessa attrice; nonostante l'impiego di acclamate star e lo sforzo produttivo il film si rivelò un clamoroso insuccesso di critica e al botteghino, e per la Paul si concluse l'esperienza statunitense.
L'attrice londinese si consola con il piccolo schermo italiano, che le garantisce ancora una certa popolarità e la partecipazione a varie trasmissioni di successo, come Senza rete (1976) ed alcuni show con Erminio Macario, che in quegli anni ottengono come audience il secondo posto dopo la serie Sandokan, ed altre ancora. Per il Teatro Verdi di Trieste, nel 1971, è Bessie Worthington in Il fiore di Haway di Paul Abraham, con Daniela Mazzucato, Sergio Tedesco e Sandro Massimini.
Alla fine degli anni settanta le occasioni cinematografiche iniziano a latitare, ma non scompare comunque dal grande schermo e saltuariamente recita ancora accanto al compagno di tanti film Franco Franchi, sia nella miniserie televisiva Un uomo da ridere (1980) che nell'ultimo film del comico siculo Tango blu (1989) di Alberto Bevilacqua. Le sue ultime pellicole sono Fratelli d'Italia (1989) di Neri Parenti e il collettivo Esercizi di stile (1996).

### L'incidente
Nel 1996, quando uscì il suo ultimo film, rimase vittima di un grave incidente domestico nella sua casa a Roma. Un'esperienza da lei raccontata anche in una puntata del Maurizio Costanzo Show: mentre si stava facendo la doccia, il controsoffitto del bagno cedette improvvisamente, trascinando nel crollo anche un boiler che le rovinò la schiena, frantumandole alcune vertebre e in più punti anche le gambe, lesionandole irreparabilmente la colonna vertebrale. Si riprese dopo una lunga degenza, ma da allora è costretta a vivere su una sedia a rotelle, paralizzata dalla vita in giù. In seguito riapparve come ospite in varie trasmissioni televisive, tra cui Maurizio Costanzo Show, Ci vediamo in TV, Novecento e Oggi è un altro giorno.

## Vita privata
Ha avuto un figlio, Jason, dal musicista Piero Piccioni, con il quale per molto tempo rimase legata.

## Filmografia

Gloria Paul prende il sole nei panni di Marlene in Due mafiosi contro Goldginger (1965) di Giorgio Simonelli

### Cinema
- Totò, Peppino e... la dolce vita, regia di Sergio Corbucci (1961)
- La ragazza di mille mesi, regia di Steno (1961)
- Pugni pupe e marinai, regia di Daniele D'Anza (1961)
- Cacciatori di dote, regia di Mario Amendola (1961)
- Copacabana Palace, regia di Steno (1962)
- Le tardone, regia di Marino Girolami (1964) (episodio 40 ma non li dimostra)
- Le sette vipere (Il marito latino), regia di Renato Polselli (1964)
- I due evasi di Sing Sing, regia di Lucio Fulci (1964)
- Napoleone a Firenze, regia di Piero Pierotti (1964)
- The Intelligence Men, regia di Robert Asher (1965)
- Due mafiosi contro Goldginger, regia di Giorgio Simonelli (1965)
- Veneri al sole, regia di Marino Girolami (1965) (episodio Intrigo al mare)
- Per qualche dollaro in meno, regia di Mario Mattoli (1966)
- I due figli di Ringo, regia di Giorgio Simonelli (1966)
- I fantastici 3 Supermen, regia di Gianfranco Parolini (1967)
- Le 7 cinesi d'oro, regia di Vincenzo Cascino (1967)
- Due rrringos nel Texas, regia di Marino Girolami (1967)
- Sigpress contro Scotland Yard, regia di Guido Zurli (1968)
- 3 Supermen a Tokio, regia di Bitto Albertini (1968)
- Revenge, regia di Pino Tosini (1969)
- Operazione crepes suzette (Darling Lili), regia di Blake Edwards (1970)
- Tango blu, regia di Alberto Bevilacqua (1987)
- Fratelli d'Italia, regia di Neri Parenti (1989)
- Esercizi di stile, di registi vari (1996)

### Televisione
- Kindly Leave the Stage – film TV (1963)
- Biblioteca di Studio Uno, condotto da Quartetto Cetra – varietà, 2 episodi (Programma Nazionale, 1964)
- Za-bum N.2 – miniserie TV, 5 episodi (1965)
- Benny Hill Show – serie TV, 2 episodi (1965)
- L'ispettore Gideon – serie TV, 1 episodio (1966)
- Tutto Totò – serie TV, episodio 1x04 (1967)
- Valentina, una ragazza che ha fretta, regia di Vito Molinari – miniserie TV (1977)
- Un uomo da ridere, regia di Lucio Fulci – miniserie TV, 6 episodi (1980)

## Teatro
- Enrico '61 di Garinei e Giovannini, con Renato Rascel, Clelia Matania, Gianrico Tedeschi, Gisella Sofio, Gloria Paul, Renzo Palmer, Ombretta De Carlo, Pier Paola Bucchi, Claudio Figna, Luiano Melani, musiche di Rascel, orchestrate da Ennio Morricone, scene di Giulio Coltellacci. Teatro Lirico di Milano,  26 novembre 1961.
  - Enrico '61 (1961-1962): tour italiana (come Prima donna)
  - Enrico '61 (1962): al Teatro Sistina di Roma (come Prima donna)
  - Enrico '61 (1964): esibizione al Piccadilly Theatre di Londra (come Prima donna)
- Buonanotte Bettina, 2ª edizione, commedia musicale di Garinei e Giovannini, con Walter Chiari, Gloria Paul (nel ruolo di Marina), Alida Chelli, Wanda Osiris (1964-1965)
- Le sei mogli di Erminio V111, con Erminio Macario, Gloria Paul, Tonini Nava (1965-1966)
- Fiore d'Hawaii, operetta, con Gloria Paul, Daniela Mazzucato. Teatro Verdi di Trieste (1970)
- Baci, promesse, carezze,lusinghe e illusion, con Aldo Fabrizi, Gloria Paul (1975)
- Baciami Kate, commedia, con Gloria Paul, Rita Pavone, Teddy Reno. Teatro Nazionale di Milano (1987)

## Doppiatrici italiane
- Flaminia Jandolo in Le sette vipere
- Rosetta Calavetta in Due mafiosi contro Goldginger
- Rita Savagnone in I due figli di Ringo

## Discografia parziale

### Singoli
- 1966 – I due figli di Ringo/I due figli di Ringo (Ariel, NF 575; sul lato A il brano è cantato dagli Angel and the Brains)
- 1967 – Sigpress/Sigpress (strumentale) (Cinevox, SC 1055)
- 1970 – ...E invece vai a pescare/Tu proprio tu (City, 6221)
- 1970 – Mani calde cuore gelido/Oggi tornerà Lucia (City, 6222)

## Programmi televisivi
- Volubile, varietà Rai (1961) – prima ballerina
- Il signore delle 21 (Programma Nazionale, 1962)
- Eva ed Io – varietà Rai (1962) – prima donna
- Settevoci (Programma Nazionale, 1963)
- Kindly Leave the Stage (BBC TV, 1963)
- Kraft Music Hall (BBC TV, 1965)
- Scala reale (Programma Nazionale, 1966)
- Il tappabuchi (Programma Nazionale, 1967)
- Ieri e oggi (Secondo Canale, 1967)
- La domenica è un'altra cosa (Programma Nazionale, 1970-1971) – soubrette
- Per un gradino in più – varietà Rai (1971) – soubrette
- La freccia d'oro (Programma Nazionale, 1971)
- Un disco per l'estate (1971)
- Il buono e il cattivo (Secondo Programma, 1972)
- Il poeta e il contadino (Secondo Programma, 1973)
- L'occasione (Secondo Programma, 1973)
- Ah! L'amore – varietà Rai (1973)
- Macario uno e due (Secondo Programma, 1975) – prima donna
- Senza rete (Programma Nazionale, 1975)
- Jazz e nostalgia – varietà Rai (1976)
- Settimo anno (Rete 1, 1977)
- Bontà loro (Rete 1, 1977)
- Jeans (Rai Tre, 1977)
- Un doppio tamarindo caldo corretto panna – varietà Rai (1982)
- Tutti in palestra (Italia 1, 1988)
- Domenica in (Rai Uno, 1988)
- Maurizio Costanzo Show (varietà) – ospite
- Mille lire al mese (Rai Uno, 1996) – ospite
- Italia sera (Rai Uno, 1996) – ospite
- Sottovoce (Rai Uno, 1996)
- Maurizio Costanzo Show (Canale 5, 1997) – ospite
- Maurizio Costanzo Show (Canale 5, 1998) – ospite
- Incominciamo bene (Rai Tre, 2001) – ospite
- Novecento (Rai Tre, 2001) – ospite
- Ci vediamo in TV (Rai Uno, 2001) – ospite
- Domenica in (Rai Uno, 2002) – ospite
- Ci vediamo in TV (Rai Uno, 2002) – ospite
- Cominciamo bene (Rai Tre, 2004) – ospite
- Cominciamo bene estate (Rai Tre, 2005) – ospite
- Conversando (2006) (varietà Canale 5, 2006) – ospite
- Domenica in (Rai Uno, 2007) – ospite
- Cominciamo bene (2008) (Rai Tre, 2008) – ospite
- I migliori anni (Rai Uno, 2009) – ospite
- La vita in diretta (Rai 1, 2010) – ospite

## Pubblicità

### Riviste
- Le Ore (12/12/1961, Vol. 448, N. 9)
- Visto (1961, N. 50) (in copertina)
- Parade (Gran Bretagna) (05/05/1962)
- Tempo (05/5/1962, Vol. 24, N. 18 - servizi illustrati) (in copertina)
- Settimana Radio TV (01/1962, N.1)
- Settimana Radio TV (22/07/1962, Vol. 9, N. 29)
- Tempo (17/3/1965, Vol. 27, N. 11)
- Parade (Gran Bretagna) (17/4/1965, N. 1323)
- Parade (Gran Bretagna) (30/10/1965, N. 1351)
- Parade (Gran Bretagna) (01/4/1967, N. 1425)
- Bolero Film (12/09/1965, N.958) (in copertina)
- TV Sorrisi e Canzoni (Italy) (20/8/1967, Vol. 16, N. 34)
- Ciné Revue (Francia) (16/1/1969, Vol. 49, N. 3)
- Tempo (14/2/1970, Vol. 32, N. 7)
- Settimana TV (14/3/1970, N. 11) (in copertina)
- Radiocorriere TV (16/5/1971, Vol. 48, N. 20)
- Pop (03/7/1972, N. 27)
- Settimana TV (02/11/1975, Vol. 22, N. 44)
- Domenica del Corriere (07/5/1975, N. 19)
- Il Monello (1976, N. 3 - 3 pagine, intervista, 3 foto)
- Guida TV (20/3/1977, Vol. 2, N. 12)
- Il Borghese (23/4/1978, Vol. 29, N. 16)
- Guida TV (07/5/1978, Vol. 3, N. 18)
- Skorpio Tuttofumetto (03/4/1980, N. 13 - servizi illustrati) (in copertina)
- Radiocorriere TV (1980, N. 16 - numero speciale - servizi illustrati) (in copertina)
- La Danza (3/1987, Vol. 7, N. 19)
- Gente mese (1993, N. 12)

### Altre apparizioni
- LP (45 giri) Sigpress contro Scotland Yard (1968) (Colonna sonora originale del film omonimo) (foto in copertina)

### Promozione prodotti
- Scooter Vespa della Piaggio.

Gloria Paul a bordo di uno scooter Vespa nei primi anni sessanta

- Cioccolato Napoleoni Zauli (1964).
- Calze Malerba - TV Carosello (1975).
- Bic - TV Carosello con Renato Rascel.
- Calendario Ignis - 1967 e 1968.